# Торопов, Николай Иванович
Никола́й Ива́нович То́ропов (1828—1884) — русский врач, эпидемиолог, писатель, доктор медицины (1857), один из основоположников изучения малярии в России.

## Сочинения
- De febribus soporosis dagestanicis, diss., Petropoli, 1857
- Сопорозные лихорадки и их лечение, Воен.-мед. журн., ч. 71, с. 267, 1858
- Муганская степь и прежнее течение Аракса, Кавказск. календарь на 1864 г., отд. III, с. 249, Тифлис, 1863
- Опыт медицинской географии Кавказа относительно перемежающихся лихорадок, Спб., 1864
- Хинин и его употребление в болотных лихорадках, Спб., 1871.